# Kloster Sedlec
Das Kloster Sedletz (tschechisch Sedlecký klášter) ist ein ehemaliges Zisterzienserkloster im böhmischen Kutná Hora (deutsch Kuttenberg) in Tschechien. Das Kloster war die erste Niederlassung der Zisterzienser in Böhmen. Die zugehörige Klosterkirche St. Mariä Himmelfahrt und Johannes der Täufer (tschechisch Katedrála Nanebevzetí Panny Marie a sv. Jana Křtitele) wird seit 1995 als UNESCO-Welterbe geführt. Sie ist ein außergewöhnliches Werk des Baumeisters Johann Blasius Santini-Aichl, das gotische und barocke Stilformen vereint.

## Geschichte
Mit Zustimmung des Herzogs Vladislavs II., des Prager Bischofs Otto und des Olmützer Bischofs Heinrich Zdik gründete das Kloster Waldsassen 1142 in Sedlec das erste Zisterzienserkloster in Böhmen. Das erforderliche Gelände, ein Wald- und Sumpfgebiet an der Vrchlice, stiftete der Adelige Miroslav aus dem Haus Wartenberg.
Das Kloster wurde 1143 mit Mönchen aus Waldsassen besiedelt, die auch den ersten Abt stellten. Zu seiner Dotation erhielt das Kloster zahlreiche Untertanendörfer der Umgebung. Nach dem Tod des böhmischen Königs Přemysl Ottokar II. geriet das Kloster in wirtschaftliche Schwierigkeiten. Unter Abt Heinrich Heidenreich (1281–1320) erlebte es eine Blütezeit. Sie kann vor allem auf die Silberfunde im benachbarten Kuttenberg zurückgeführt werden, die sich zum Teil auf Klosterbesitz befanden. Wohl deshalb soll es in der ersten Hälfte des 14. Jahrhunderts das reichste Kloster Böhmens gewesen sein. Mit dem Wohlstand gewann der Sedletzer Abt auch politischen Einfluss am Hofe der böhmischen Könige Wenzel II., Wenzel III. und Johann von Böhmen.
Das Kloster Sedletz war Mutterkloster von Kloster Skalitz bei Kouřim und von Kloster Zbraslav. Zudem besaß es die Patronatsrechte über die Zisterzienserinnenklöster Kloster Frauental bei Deutschbrod und Altbrünn.
Am 24. April 1421 wurde das Kloster Sedletz von den Hussiten unter deren Hauptmann Jan Žižka überfallen und niedergebrannt. Zahlreiche Mönche wurden getötet. Noch vor dem Überfall konnte die Klosterbibliothek in das niederösterreichische Stift Klosterneuburg gerettet werden. Zwar kehrten die überlebenden Mönche 1454 nach Sedletz zurück, mussten sich jedoch dem Skalitzer Konvent anschließen. Eine Wiederbelebung des Klosterlebens erfolgte erst nach der Rekatholisierung in Böhmen nach 1620.
Nach dem Dreißigjährigen Krieg erlebte das Kloster im Zuge der Gegenreformation eine zweite Blütezeit, in der, vor allem unter Abt Heinrich Snopek, umfangreiche Baumaßnahmen an den Klostergebäuden und an der Klosterkirche erfolgen konnten. Während der Josephinischen Reformen wurde das Kloster jedoch 1784 aufgehoben und seine Besitzungen dem böhmischen Religionsfonds übereignet.

## Klostergebäude
- Die Klosteranlage ist ursprünglich im romanischen Stil errichtet worden. Sie wurde zwischen 1280 und 1320 gotisch umgebaut. Nach den Zerstörungen durch die Hussiten wurde die Klosteranlage erst Anfang des 18. Jahrhunderts wiederaufgebaut. Nach der Aufhebung des Klosters wurde in den ehemaligen Klostergebäuden ab 1812 eine Tabakfabrik betrieben.
- Die 1280–1330 als fünfschiffige Basilika errichtete, 1421 zerstörte Klosterkirche Mariä Himmelfahrt wurde 1699–1707 im barockgotischen Stil nach Plänen der Architekten Paul Ignaz Bayer (1700–1702) und Johann Blasius Santini-Aichel (1702–1708) erneuert. Das Fresko „Hl. Dreifaltigkeit“ schuf 1717 Johann Jakob Stevens von Steinfels. Die Gemälde stammen von Michael Willmann, Johann Christoph Lischka und Peter Johann Brandl. Nach ihrer Entweihung wurde die Kirche als Lagerhaus genutzt. Ab 1806 diente sie als Pfarrkirche von Malin, das heute nach Kutná Hora eingemeindet ist. Eine stilbereinigende Renovierung erfolgte 1854–1857.
- Von der 1817 abgerissenen Philippus-und-Jakobuskirche (Konversenkirche des Klosters) aus dem 14. Jahrhundert, sind nur das Portal und eine Seitenmauer im heutigen Pfarrhaus erhalten geblieben.
- An die im Friedhofsareal gelegene Allerheiligenkapelle (Kostel Všech svatých) war seit 1389 eine Bruderschaft vom Hl. Grab gebunden. Der Bau stammt aus der Zeit um 1400, wurde mehrfach umgebaut und 1710 durch Johann Blasius Santini-Aichel barockisiert. Im Untergeschoss befindet sich das Sedletzer Beinhaus.

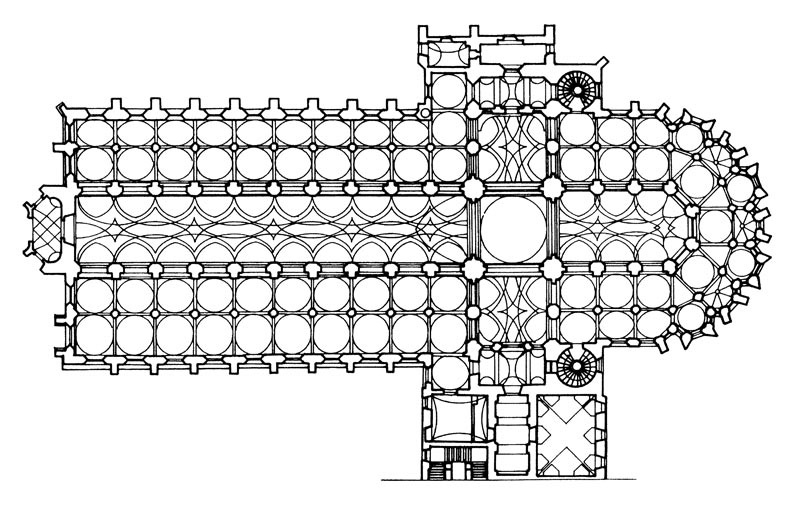
Grundriss
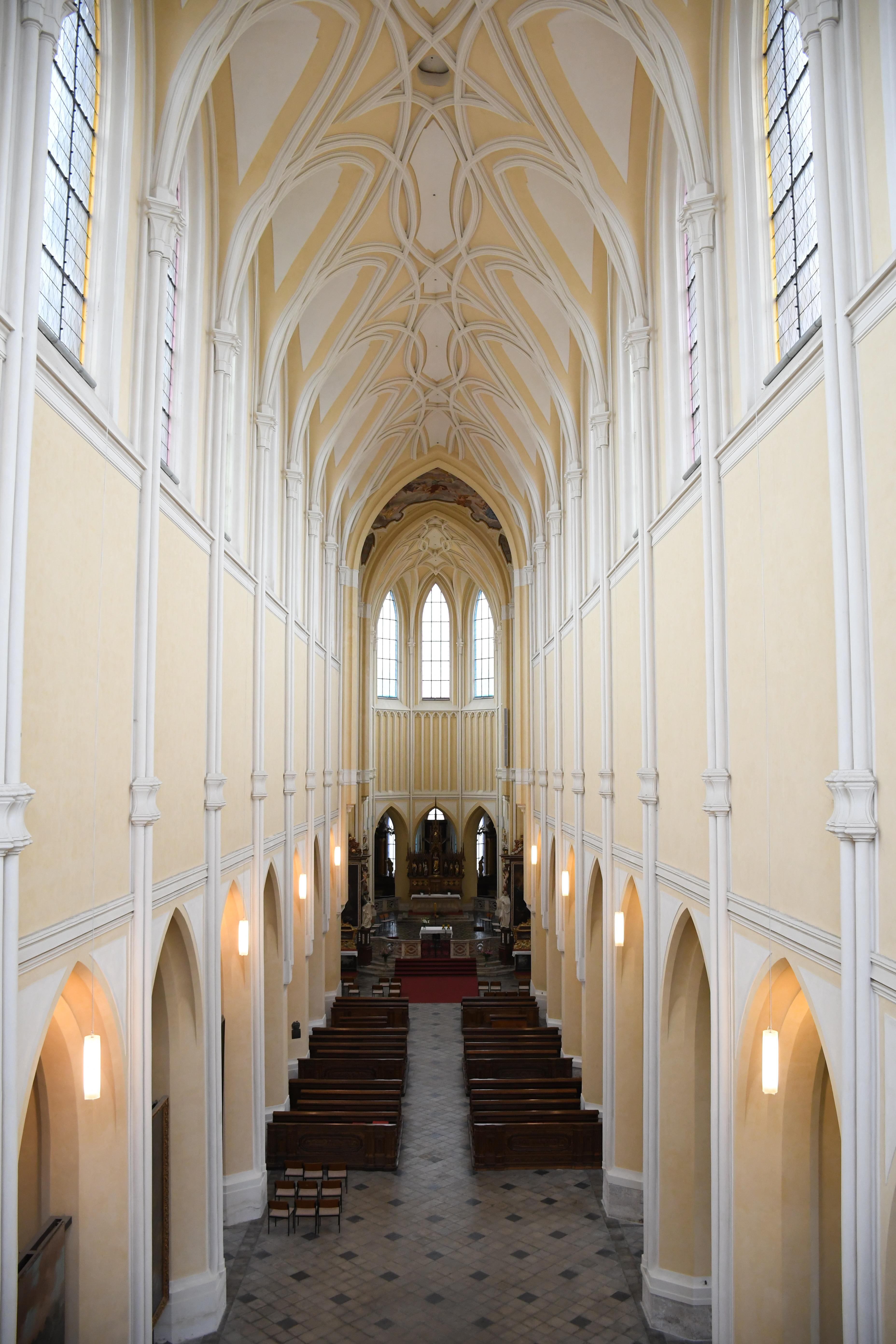
Mittelschiff
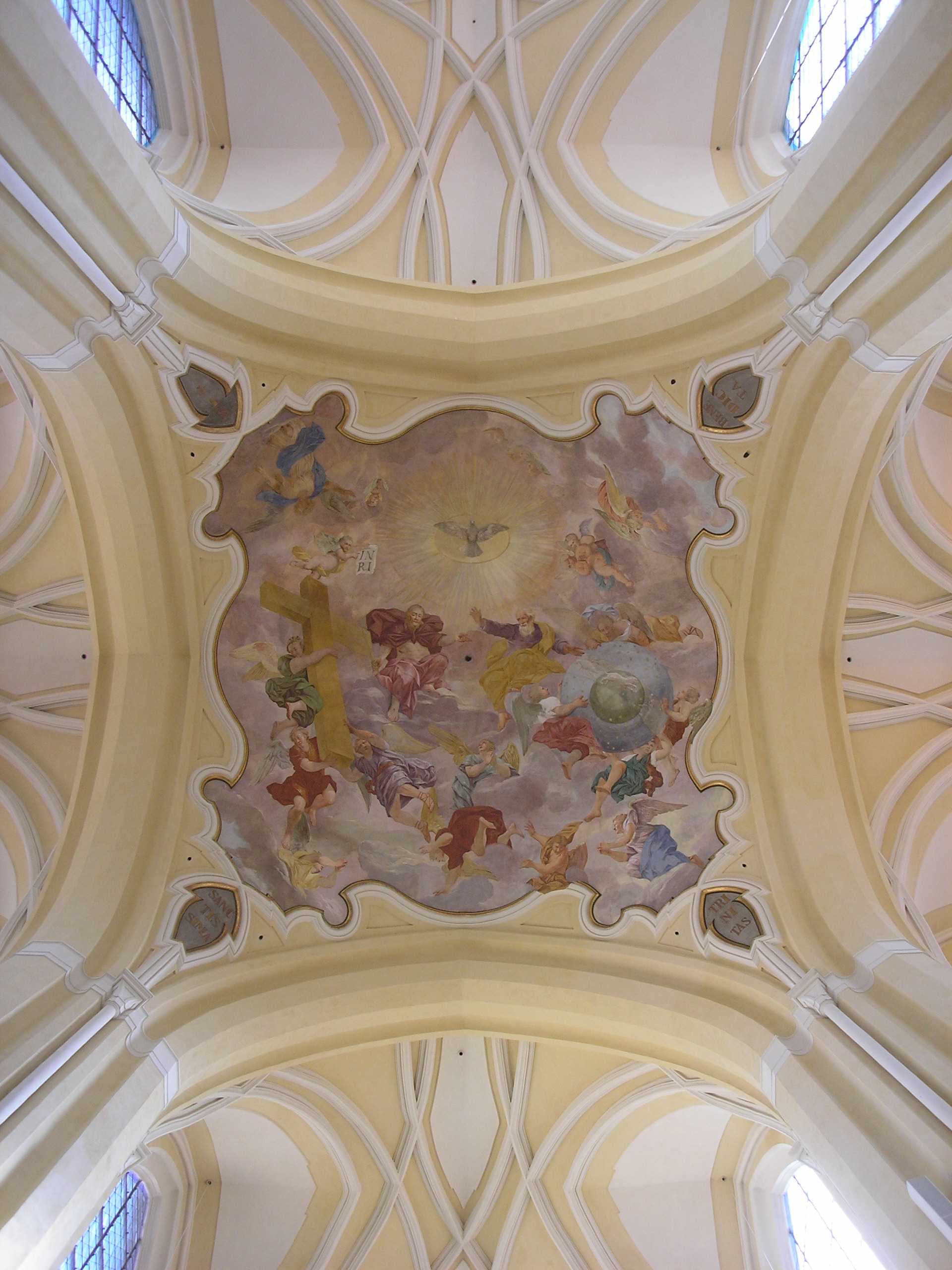
Dekoration des Deckengewölbes
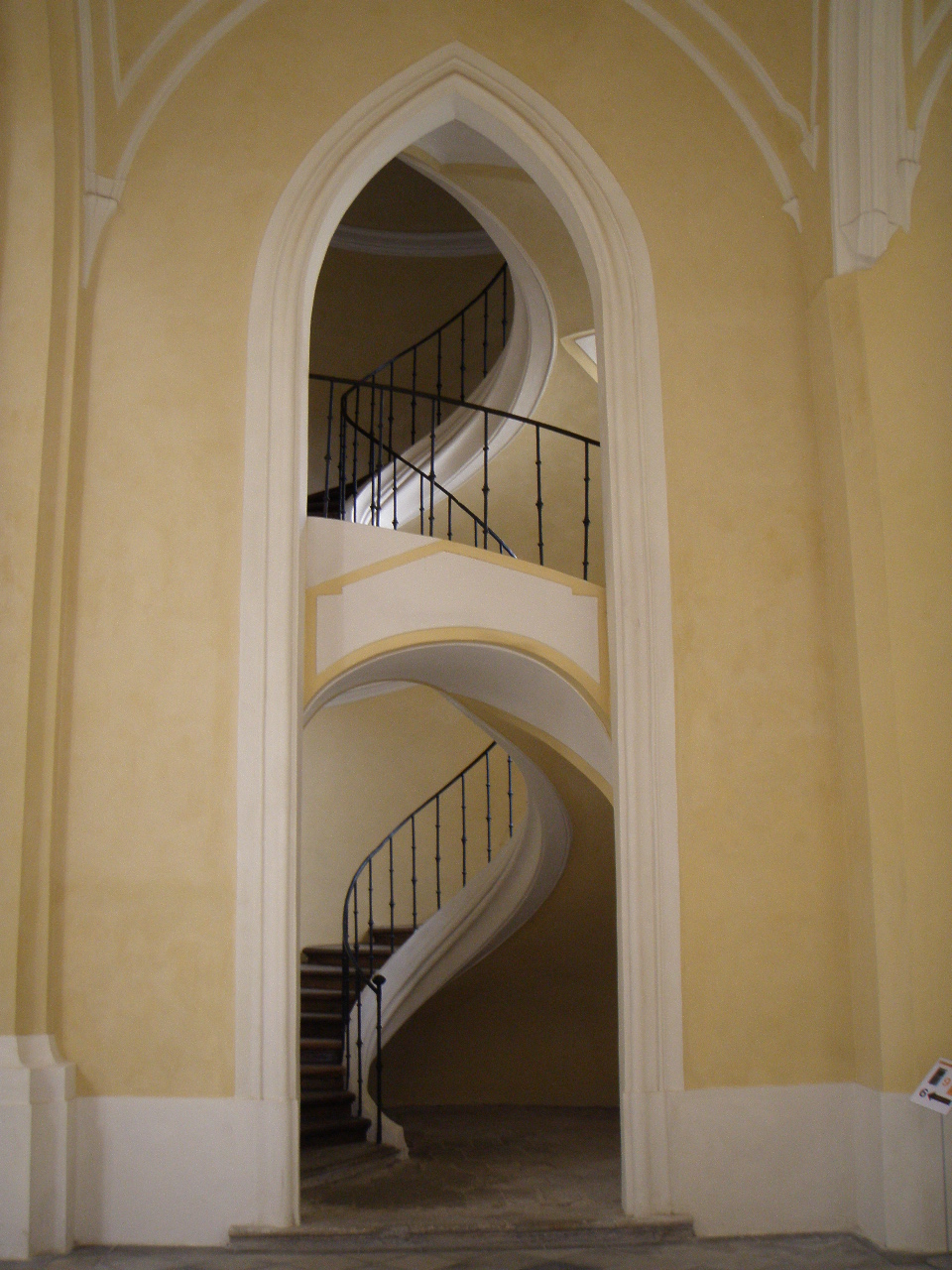
Treppenaufgang
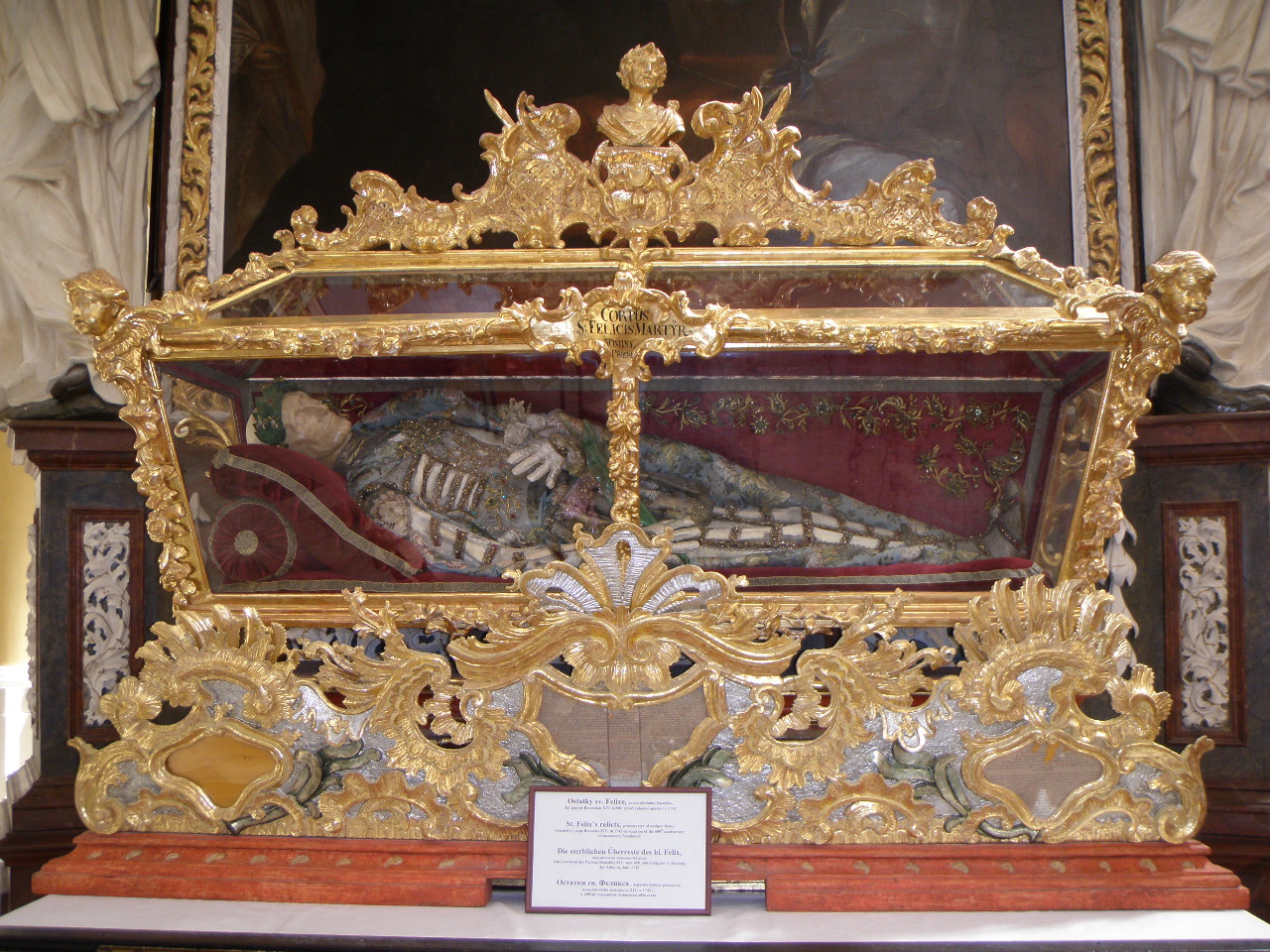
Ganzkörperreliquie des Hl. Felix